# Gmina Gowarczów
Die Gmina Gowarczów ist eine Stadt-und-Land-Gemeinde (gmina miejsko-wiejska) im Powiat Konecki der Woiwodschaft Heiligkreuz in Polen. Ihr Sitz ist die gleichnamige Stadt mit etwa 1400 Einwohnern, die zum 1. Januar 2024 ihr 1870 entzogenes Stadtrecht wiedererhielt, wodurch die Gemeinde von einer gmina wiejska (Landgemeinde) zu einer gmina miejsko-wiejska wurde.

## Gliederung
Zur Gmina Gowarczów gehören folgende Dörfer mit einem Schulzenamt:
Bernów
Bębnów
Borowiec
Brzeźnica
Giełzów
Gowarczów
Kamienna Wola
Komaszyce
Korytków
Kupimierz
Kurzacze
Miłaków
Morzywół
Rogówek
Ruda Białaczowska
Skrzyszów
Stare Pole
Weitere Ortschaften der Gemeinde sind Felicjanów und Ludwinów.

## Verkehr
Ruda Białaczowska hat einen stillgelegten Haltepunkt an der Bahnstrecke Łódź–Dębica.